# Peter Lang (Politiker)
Peter Jakob Lang (* 15. Januar 1878 in Soden; † 26. November 1954 in Frankfurt-Höchst) war ein deutscher Politiker (Zentrum) und Abgeordneter des Landtags des Volksstaates Hessen in der Weimarer Republik.
Peter Lang war der Sohn des Händlers Heinrich Lang und dessen Frau Therese geb. Menz. Er blieb zeitlebens unverheiratet.
Peter Lang war Direktor des Bankvereins Offenbach (heute Vereinigte Volksbank Maingau).
Peter Lang, der katholischer Konfession war, gehörte 1927 bis 1931 für das Zentrum dem hessischen Landtag an.